# Ljubezen je prišla z zamudo
Ljubezen je prišla z zamudo je ljubezenski roman, ki ga je napisal slovenski pisatelj Jože Debevc. Knjiga  je izšla leta 2013 v Samozaložbi, v nakladi 300 izvodov.
Jože Debevc prihaja iz Postojne, kjer je znan kot aktiven občan na družbenem področju. vrsto let je bil revirni gozdar. Pisal je predvsem članke, ki jih je objavljal v  strokovnih revijah in glasilih. Poleg teh je napisal tudi več kot sto pisem za rubriko Pisma bralcev v dnevniku Delo (časopis). Večina teh pisem je bila tudi objavljena. Po upokojitvi pa se je lotil pisanja zahtevnejših del. Poleg zgoraj omenjene knjige, je pred tem objavil še troje del: Dogodki v deželi sisomanije ali anatomija nekega samoupravljanja, Moč državnega zbora in Bi radi napisali knjigo?.  

## Vsebina
Zgodba romana se odvija v Postojni, Jernejevem domačem kraju in Ljubljani, kjer je Jernej zaposlen, Nataša pa študira. Jernej je zelo uspešen predsednik uprave, zgleden mož in oče ter spoštovan občan srednjih let. Ko nekega jutra na poti v službo sreča Natašo, mlado študentko igralske akademije, se vanjo brezglavo zaljubi. Kljub veliki razliki v letih, se med njima razvije strastna ljubezen. Jernej  je prepričan, da je končno našel ljubezen svojega življenja. Kasneje se izkaže, da pa je bilo za  Natašo to razmerje zgolj avantura. Jernej je tako zaslepljen, da prične v službi sprejemati nepremišljene odločitve. Njegovega družinskega življenja je že zdavnaj konec, neljubi dogodek na novoletni zabavi  pa je povod za težave, ki pripeljejo do izgube pomembnega položaja v službi. Najhujša pa je izguba svoje velike ljubezni, Nataše.
Roman je realističen, saj se podobna zgodba lahko zgodi vsakemu človeku. Bralcem sporoča predvsem to, da je ljubezen včasih tudi slepa ter nas lahko hitro pokoplje. V zgodbo romana se bralci lahko hitro vživimo ter ji tudi z lahkoto sledimo. Na začetku knjige so predstavljeni dogodki, ki so povezani s koncem romana. V osrednjem delu pa se junak romana spominja dogodkov, ki so ga privedli do trenutnega stanja. Konec je povsem nepričakovan.